# مانفريد كالتز
مانفريد كالتز (6 يناير 1953

 في لودفيغسهافن) (بالألمانية: Manfred Kaltz) لاعب كرة قدم ألماني معتزل كان يجيد اللعب في مركز الظهير .
لعب كالتز في أندية هامبورغ (1970-1989) بوردو (1989) مولهاوس (1989-1990) هامبورغ مجددا (1990-1991) .
لعب كالتز مع منتخب ألمانيا الغربية 69 مباراة مسجلا 9 أهداف في الفترة من 1975 إلى 1983 .

## مسيرته الكروية
لعب مانفريد كالتز خلال مسيرته الاحترافية مع 3 أندية في واحد وعشرون موسمًا وسجل خلالها 77 هدفًا ضمن 594 مباراة. حيث فاز في موسمين بالكأس وفي ثلاثة مواسم بالدوري.
خاض مانفريد كالتز مسيرته مع نادي هامبورغ في موسم 1971–72 في المرة الأولى ليلعب معه ثمانية عشر موسمًا ثم في موسم 1990–91 لمدة موسم واحد، مشاركًا طوالها في 581 مباراة سجل خلالها 76 هدفًا. ثم انتقل إلى نادي ميلوز في موسم 1989–90 لمدة موسم واحد، حيث شارك في 12 مباراة سجل خلالها هدفًا واحدًا.

## وصلات خارجية
- مانفريد كالتز على موقع الاتحاد الدولي (مؤرشف)  (الإنجليزية)
- مانفريد كالتز على موقع الاتحاد الأوربي (الإنجليزية)
- مانفريد كالتز على موقع قاعدة بيانات كرة القدم.إي يو (الإنجليزية)
- مانفريد كالتز على موقع ناشيونال فوتبول تيمز (الإنجليزية)
- مانفريد كالتز على موقع عالم كرة القدم.نت (الإنجليزية)
- مانفريد كالتز على موقع كووورة
- مانفريد كالتز على موقع أوليمبيديا (الإنجليزية)
- موقع مانفريد كالتز على الانترنت